# حسین بازیاری
حسین بازیاری (انگلیسی: Hossein Baziari؛ زادهٔ ۲۱ ژوئن ۱۹۹۴) بازیکن فوتبال اهل ایران است.
از باشگاه‌هایی که در آن بازی کرده‌است می‌توان به باشگاه فوتبال استقلال خوزستان اشاره کرد.